# Naoe Kanetsugu
Naoe Kanetsugu (直江兼續 Naoe Kanetsugu, Trực Giang Kiêm Tục) (1560-23/01/1620) là một samurai vào những năm thuộc thế kỷ 16, 17. Sinh ra ở Sakato, tỉnh Echigo. Ông là con trai cả của Higuchi Kanetoyo. Cái tên Naoe Kanetsugu là do ông lấy Osen, quả phụ của Naoe Uesugi Nobutsuna và đổi thành, ông phục vụ Uesugi Kenshin và sau đó là Kagekatsu. Ông kết bạn với Sanada Yukimura và Maeda Keiji (một người có tính hoang dại). Ông sớm thể hiện khả năng nổi bật trên chiến trường bao gồm các trận ở bờ biển Nhật Bản hay trận đấu lại liên minh: Oda, Tokugawa, Hashiba (sau này là Totoyomi). Sau đó khi nhà Uesugi tan rã ông theo Toyotomi Hideyoshi để chống lại quân Hõjo để thống nhất Nhật Bản. Tuy vậy sau này khi 2 thuộc hạ của Hideyoshi (khi ông mất) là Ishida Mitsunari và Tokugawa Ieyasu nội chiến, ông đi theo Mitsunari. Và sau trận chiến nảy lửa ở Sekigahara, ông đầu hàng Tokugawa.

## Với công chúng
Ông là pháp sư duy nhất của dòng Samurai Warriors

SW 2: kết bạn với Ishida Mitsunari, Sanada Yukimura để chiến đấu và danh dự, lẽ phải. Đoạn kết: cùng Yukimura và Keiji hướng về trời cao, nơi của Mitsunari (khi đấy ông bị chém đầu) và nói rằng Mitsunari luôn tồn tại trong trái tim họ
Warriors Orochi: theo chủ cũ Uesugi Kenshin rồi cùng ông gia nhập quân Oda Nobunaga chống Orochi. Ending: sau khi Orochi chết hoàn toàn mà 3 nhà Oda Nobunaga, Takeda Shingen và Uesugi Kenshin vẫn không thèm nhìn mặt nhau

## Liên kết ngoài

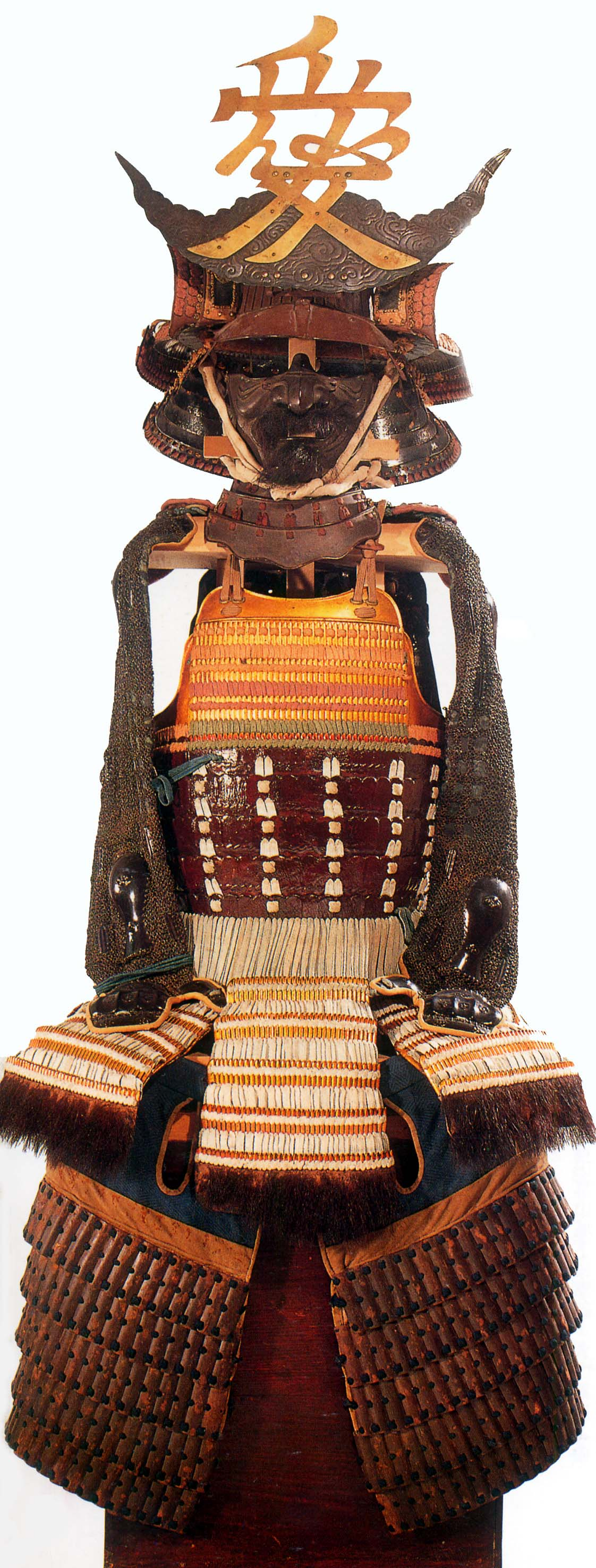
Áo giáp của Naoe Kanetsugu

Naoe Kanetsugu trong trò Samurai Warriors 2

## Vũ khí
Cây kiếm và lá bùa